# COMMANDO手術
COMMANDO手术 （COMbined MAndibulectomy and Neck dissection Operatoin）指下頷切除合併頸部淋巴結廓清手術。本手術用於治療口腔部位的癌症， 範圍可能包括切除舌頭和半下颌切除术，以及颈淋巴结廓清手術。切除完成後可能需要同時進行游離皮瓣重建手術，以重建切除的範圍。視手術範圍而定，如有需要，也同時進行氣管切開術。 